# ZMODEM
Z모뎀(ZMODEM)은 PC통신 등에서 사용되는 파일 전송 프로토콜의 하나이다. X모뎀, Y모뎀, 커미트(KERMIT)등에서 부족한 기능이 포함되어 있다. 수신자의 응답을 기다리지 않고 여러 개의 파일을 한꺼번에 전송할 수 있다. 때문에 PC통신에서 널리 사용된다. 송신하는 데이터의 길이의 단위는 1024바이트이며, 옵션으로 32비트 길이의 CRC를 사용할 수 있다.